# Pedro Pérez Hidalgo
Pedro Pérez Hidalgo (Málaga, 1912 - Málaga, 2005) fue un imaginero malagueño, destacado por su labor de tallista, realizando gran número de tronos, pasos, imágenes y restauraciones de obras en la posguerra.

## Biografía
Nació en Málaga, pero para aprender el oficio de imaginero y tallista tuvo que irse a Granada, donde trabajó con Luis de Vicente. Más tarde volvió a la Costa del Sol e ingresó en la escuela de Artes de Málaga, donde coincidió con Francisco Palma Burgos, a cuyo taller se incorporó más tarde, desde 1939 a 1943.

## Obras

### Imágenes
- Cristo Crucificado Hermandad Sacramental y Penitencial de Monda (Monda)(1947)
- San Juan Evangelista de la Pollinica (Málaga) (1947) (dejó de procesionarse en 1990)
- Cristo de la Agonía (Málaga) (1948) (dejó de procesionarse en 1971)
- Nuestro Padre Jesús Nazareno del Paso. Hermandad Los Moraos (Alhaurín de la Torre) (1949)
- Grupo del Prendimiento (Málaga) (1949) (El Señor y Judas dejaron de procesionarse en 1962, y el romano y San Pedro, en 2005)
- Santo Sepulcro de la Cofradía de la Santa Vera+Cruz (Alhaurín el Grande)
- Señor de la Santa Cena (Montilla - Córdoba) (1960)
- Sayón y Longinos de la Sangre (Málaga) (1962) (dejaron de procesionarse en 1995)
- Nazareno del Perdón de Nueva Esperanza (Málaga) (1980-1981) (dejó de procesionarse en 1999)
- Ntro. Padre Jesús en su Caridad, de Mangas Verdes (Málaga)
- Santo Domingo de la Calzada (Oratorio de las Penas) (Málaga)
- Virgen de las Angustias (Parroquia de los Santos Mártires) (Málaga)
- María Stma. de los Dolores. Hermandad Los Moraos (Alhaurín de la Torre) (1973)
- Cristo de la Expiración antiguo (Retallado sobre Imagen de Víctor González Gil) (Jódar)
- María Stma. del Calvario en su Mayor Dolor (Jódar)
- Ntra. Sra. de la Caridad y Piedad (Retallada sobre Imagen de Víctor González Gil) (Jódar)
- Ntra. Sra. de la Fe y el Amor (Jódar)
- María Santísima del Mayor Dolor, Hermandad de Nuestro Padre Jesús Nazareno, "Moraos", (Alhaurín el Grande)
- Jesús Caído para la Hermandad de la Amargura de (Ceuta) (1983), cedido en 2011 a la Asociación Puente del Rey de
- Virgen de los Dolores (Mataró) (1987)
- Dolorosa (Arequipa), (Perú)
- Dolorosa de pequeño tamaño (Japón)
- Nuestra Señora De La Palma (Málaga)
- Nuestro Padre Jesús del Monte Coronado (Málaga)
- María Santísima de la Amargura (Málaga) que hizo para un particular en 1990 pero que no llegó a entregar. En 2015 su hija Rosa Pérez la cedió a la Asociación Puente del Rey de  (Alhaurín de la Torre) y procesionó por primera vez el Martes Santo de 2017 con la Asociación de Fieles de Jesús Caído y María Santísima de la Amargura.

### Tronos
- Trono de Ntro. Padre Jesús Ecce-Homo (Vélez-Málaga)
- Trono de Ntro. Padre Jesús el Rico (Vélez-Málaga)
- Trono de Ntro. Padre Jesús Medinaceli (Vélez-Málaga)
- Trono de María Stma. de la Paloma (Málaga)
- Trono de María Stma. de Consolación y Lágrimas (Málaga) (dejó de procesionarse en 2007)
- Trono de Ntro. Padre Jesús de la Sentencia (Málaga)
- Trono del Santísimo Cristo de la Veracruz (Alhaurín de la Torre)
- Trono de la Santísima Virgen de los Dolores(Caripito-Monagas-Venezuela)
- Trono del Santísimo Nazareno de Caripito(Caripito-Monagas-Venezuela)
- Trono Ntro. Padre Jesús Nazareno(Almogía)

### Retablos
- Retablo mayor de la iglesia parroquial de Santa Ana, en Alfarnate (Málaga), obra de 1957.
- Altar Mayor de la Iglesia de San Juan Bautista (Coín)
- Altar Retablo de la Real Hermandad de Nuestro Padre Jesús Nazareno del Paso y María Santísima de los Dolores Parroquia de San Sebastián. (Alhaurín de la Torre)
- Retablo y Altar Mayor de la Ermita de San Sebastián (Alhaurín el Grande)
- Altar de San Isidro Labrador. Parroquia de San Sebastián. (Alhaurín de la Torre)
- Altar de la Inmaculada Concepción. Parroquia de San Sebastián. (Alhaurín de la Torre)
- Altar de Nuestra Señora del Carmen. Parroquia de San Sebastián. (Alhaurín de la Torre)

### Pinturas
- Bóveda de la iglesia de san Miguel Arcángel (Tolox, Málaga), obra de 1958.

### Restauraciones
- Restauración de María Stma. de la Caridad (Vélez-Málaga)
- Restauración de Ntra. Señora de la Soledad (Vélez-Málaga)
- Pequeña restauración de Ntro. Padre Jesús del Santo Traslado (Málaga)
- Restauración de María Stma. de Nueva Esperanza (Málaga)